# Agathosma umbonata
Agathosma umbonata är en vinruteväxtart som beskrevs av Neville Stuart Pillans. Agathosma umbonata ingår i släktet Agathosma och familjen vinruteväxter. Inga underarter finns listade i Catalogue of Life.